# Бразильская вишня
Бразильская вишня, или грумичама, или евгения бразильская  (лат. Eugenia brasiliensis) — плодовое дерево семейства Миртовые.

## Описание
Стройное прямое вечнозеленое дерево высотой 7,5-10,5 метров с глянцевыми овально-продолговатыми листьями длиной 9-16 см. и шириной 5-6 см. Плод сплющенный, шириной 1,25-2 см. Цвет плода варьирует от ярко-красного до тёмно-фиолетового, почти чёрного (когда поспеет). Под тонкой кожицей находится белая или красная сочная мякоть с 1-3 коричневыми семенами и вишнёвым ароматом. Период созревания плодов: апрель - май во Флориде и ноябрь - февраль в Бразилии.

## Распространение
Грумичама встречается как в диком виде, так и в культуре в Южной Бразилии и Парагвае.